# Dicranomyia (Dicranomyia) viator
Dicranomyia (Dicranomyia) viator is een tweevleugelige uit de familie steltmuggen (Limoniidae). De soort komt voor in het Afrotropisch gebied.